# Badge

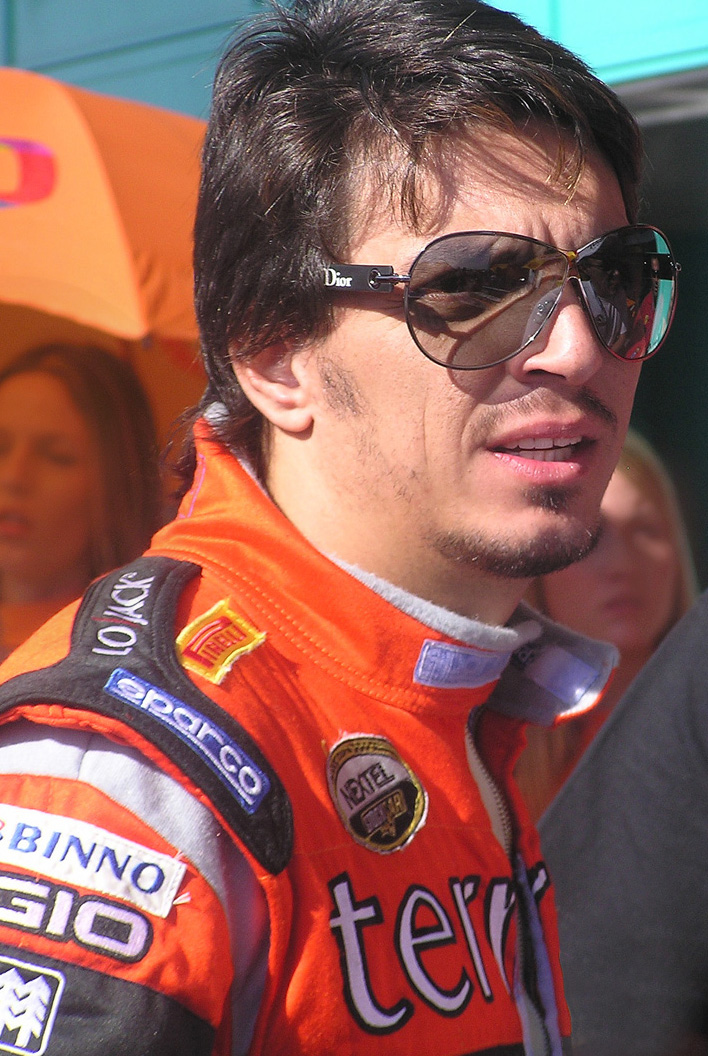
Pilote automobile et ses badges.

Pour les articles homonymes, voir BADGE.
Un badge désigne différentes sortes d’insignes, macarons, écussons et objets d’identification que l’on affiche sur soi.
Un ou une badge est le morceau de tissu cousu sur l’uniforme d'un scout qui indique une de ses compétences ou une distinction.

## Écusson sur un uniforme
Les badges que porte un scout sur ses vêtements, indiquent ses compétences, comme la badge du cuisinier ou du signaleur. Elle peut indiquer son rang, son clan ou sa provenance.
Les policiers, les aviateurs, les pilotes automobiles et les sportifs, entre autres, portent des badges. 

## Macaron

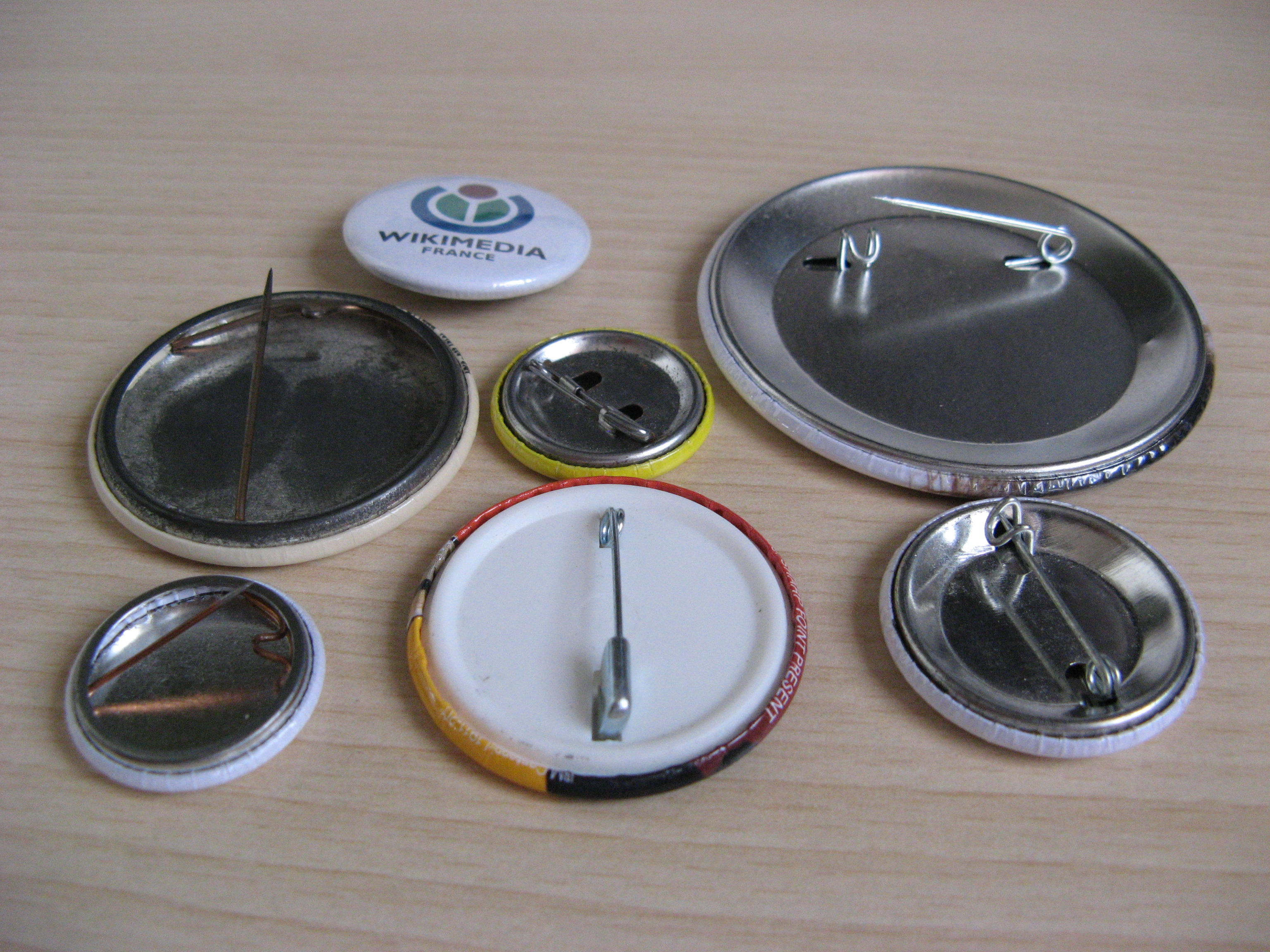
Typologie des attaches de badges macarons.

Les premiers badges de type macaron sont apparus en 1789 pour l’élection de George Washington ; à l'époque, il s'agissait de badge en acier avec un visuel gravé.
C'est réellement lors de la campagne présidentielle aux États-Unis de William McKinley en 1896 qu'est apparu pour la première fois le badge tel que nous le connaissons aujourd'hui. Il a été breveté le 21 juillet 1896 par « Whitehead & Hoag », une société du New Jersey (U.S.A) produisant, entre autres, des boutons pour vêtements composés d’un morceau de tissu placé sur une coque métallique, et qui expérimenta de nouveaux types de boutons en remplaçant le tissu par du celluloïd (ancêtre du plastique) et en imprimant leur surface par lithographie.
S'il est utilisé comme accessoire vestimentaire, son rôle est esthétique, informatif, publicitaire, voire revendicatif. Il est constitué d'un support métallique avec une épingle de sûreté sur une face et un motif, un slogan ou un sigle sur la face visible. C'est un accessoire utilisé dans la culture rock, car il est peu coûteux. Il a connu son plein essor dans les années 1970 avec l'explosion du mouvement punk. Le disque métallique peut avoir différents diamètres. Toute la partie métallique est généralement fabriquée en série, mais son image se fait souvent de manière artisanale.

## Carte d'identification ou porte-nom

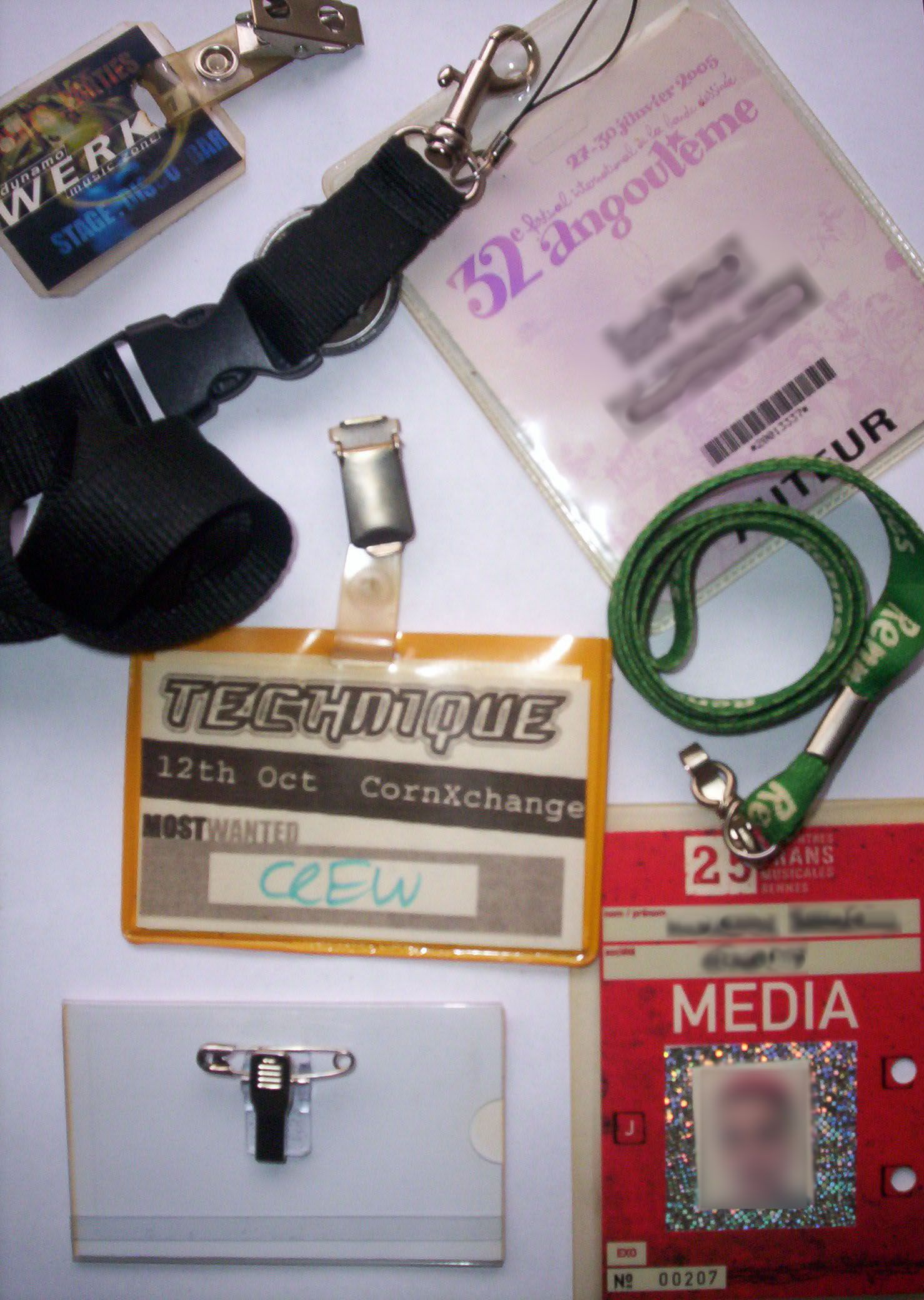
Badges ou cartes d'identification.

Cet accessoire présente des informations permettant l'identification de son porteur : nom, prénom, fonction, logotype, photographie. Il comporte un moyen de fixation : pince crocodile, épingle de sûreté, cordelette. Au Québec, on parle d'une cocarde.

## Carte de pointage ou d’accès
Certains badges ont une carte à puce qui permet une lecture à distance par radio-identification.

## Badge numérique
Les badges numériques, dits aussi badges ouverts, sont créés en 2011 par la fondation Mozilla, pour mettre en valeur les compétences informelles des individus acquises tout au long de la vie. Dans certaines formations en ligne, les badges numériques sont utilisés pour la certification des apprentissages. Des universités mettent en place ce système de reconnaissance, comme celle de Caen-Normandie.